# Kinyongia tavetana
Espèce
Synonymes
- Chamaeleon tavetanus Steindachner, 1891
- Chamaeleo abbotti Stejneger, 1891
- Bradypodion tavetanum (Steindachner, 1891)

Statut de conservation UICN

 NT  : Quasi menacé
Statut CITES
Kinyongia tavetana est une espèce de sauriens de la famille des Chamaeleonidae.

## Répartition
Cette espèce se rencontre dans les monts Pare et sur le Kilimandjaro en Tanzanie et dans les monts Taita au Kenya.

## Publication originale
- Steindachner, 1891 : Über einige neue und seltene Reptilien und Amphibien. Anzeigerder Kaiserlichen Akademie der Wissenschaften, Mathematisch- Naturwissenschaftlichen Classe, vol. 28, p. 141-144 (texte intégral).